# Santa Margherita Ligure
Santa Margherita Ligure (ligur nyelven Santa Margaita) település Olaszországban, Liguria régióban, Genova megyében. Lakosainak száma 8515 fő (2023. január 1.). Santa Margherita Ligure Portofino, Rapallo és Camogli községekkel határos.

1922. április 16-án az itteni Imperiale Palace Hotelben írták alá a rapallói egyezményt a Német Birodalom (a weimari köztársaság) és Szovjet-Oroszország külügyminiszterei, Walther Rathenau és Georgij Csicserin, a diplomáciai és kereskedelmi kapcsolatok helyreállításáról. (A szálloda környéki városrész 1928-ig Rapallo városhoz tartozott).

## Népesség
A település lakossága az elmúlt években az alábbi módon változott:
| Lakosok száma | 9227 | 9124 | 8515 |
|               | 2017 | 2018 | 2023 |